# Елена Вассен
Елена Вассен (нім. Elena Wassen, 1 листопада 2000) — німецька стрибунка у воду.
Учасниця Олімпійських Ігор 2016, 2020 років.
Призерка Чемпіонату Європи з водних видів спорту 2018 року.